# ناثان لونديس
ناثان لونديس (بالإنجليزية: Nathan Lowndes)‏ هو لاعب كرة قدم بريطاني في مركز الهجوم، ولد في 2 يونيو 1977 في سالفورد ‏ في المملكة المتحدة. لعب مع بورت فايل وسانت جونستون وليدز يونايتد ونادي بليموث أرجايل ونادي تشستر سيتي ونادي روذرهام يونايتد ونادي ليفينغستون لكرة القدم ونادي واتفورد.

## وصلات خارجية
- ناثان لونديس على موقع قاعدة بيانات كرة القدم.إي يو (الإنجليزية)
- ناثان لونديس على موقع Soccerbase.com (لاعب) (الإنجليزية)